# Trophée Gazet van Antwerpen 2003-2004
Navigation
2002-2003 2004-2005
Le Trophée Gazet van Antwerpen 2003-2004 est la 17e édition du Trophée Gazet van Antwerpen, compétition de cyclo-cross organisée par le quotidien belge néerlandophone Gazet van Antwerpen.

## Résultats
| Date         | Lieu                                       | Vainqueur           | Deuxième        | Troisième           |
| ------------ | ------------------------------------------ | ------------------- | --------------- | ------------------- |
| 1er novembre | Koppenberg - GP John Saey-Deschacht        | Bart Wellens        | Arne Daelmans   | Sven Nys            |
| 11 novembre  | Niel - Jaarmarktcross                      | Bart Wellens        | Sven Nys        | Ben Berden          |
| 14 décembre  | Kalmthout - Vlaamse Industrieprijs Bosduin | Bart Wellens        | Tom Vannoppen   | Maxime Lefebvre     |
| 20 décembre  | Essen - GP Rouwmoer                        | Bart Wellens        | Sven Nys        | Peter Van Santvliet |
| 30 décembre  | Loenhout - Azencross                       | Bart Wellens        | Sven Nys        | Ben Berden          |
| 1er janvier  | Baal - GP Sven Nys                         | Sven Nys            | Ben Berden      | Tom Vannoppen       |
| 22 février   | Oostmalle - Internationale Sluitingsprijs  | Richard Groenendaal | Mario De Clercq | Sven Vanthourenhout |

## Classement final
| #   | Coureur             | Points |
| --- | ------------------- | ------ |
| 1.  | Bart Wellens        | 201    |
| 2.  | Ben Berden          | 183    |
| 3.  | Sven Nys            | 181    |
| 4.  | Erwin Vervecken     | 175    |
| 5.  | Peter Van Santvliet | 171    |
| 6.  | Richard Groenendaal | 161    |
| 7.  | Maxime Lefebvre     | 152    |
| 8.  | Tom Vannoppen       | 150    |
| 9.  | Sven Vanthourenhout | 145    |
| 10. | Arne Daelmans       | 143    |

## Résultats détaillés
| #  | Coureur             | Temps   |
| -- | ------------------- | ------- |
| 1  | Bart Wellens        | inconnu |
| 2  | Arne Daelmans       |         |
| 3  | Sven Nys            |         |
| 4  | Peter Van Santvliet |         |
| 5  | Richard Groenendaal |         |
| 6  | Václav Ježek        |         |
| 7  | Erwin Vervecken     |         |
| 8  | Wim Jacobs          |         |
| 9  | Davy Commeyne       |         |
| 10 | Petr Dlask          |         |

| #  | Coureur             | Temps   |
| -- | ------------------- | ------- |
| 1  | Bart Wellens        | inconnu |
| 2  | Sven Nys            |         |
| 3  | Ben Berden          |         |
| 4  | Richard Groenendaal |         |
| 5  | Davy Commeyne       |         |
| 6  | Jan Verstraeten     |         |
| 7  | Arne Daelmans       |         |
| 8  | Erwin Vervecken     |         |
| 9  | Gerben de Knegt     |         |
| 10 | Peter Van Santvliet |         |

| #  | Coureur             | Temps   |
| -- | ------------------- | ------- |
| 1  | Bart Wellens        | inconnu |
| 2  | Tom Vannoppen       |         |
| 3  | Maxime Lefebvre     |         |
| 4  | Erwin Vervecken     |         |
| 5  | Ben Berden          |         |
| 6  | Peter Van Santvliet |         |
| 7  | Mario De Clercq     |         |
| 8  | Arne Daelmans       |         |
| 9  | Wilant van Gils     |         |
| 10 | Sven Vanthourenhout |         |

| #  | Coureur             | Temps   |
| -- | ------------------- | ------- |
| 1  | Bart Wellens        | inconnu |
| 2  | Sven Nys            |         |
| 3  | Peter Van Santvliet |         |
| 4  | Tom Vannoppen       |         |
| 5  | Ben Berden          |         |
| 6  | Maxime Lefebvre     |         |
| 7  | Richard Groenendaal |         |
| 8  | Arne Daelmans       |         |
| 9  | Erwin Vervecken     |         |
| 10 | Gerben de Knegt     |         |

| #  | Coureur             | Temps   |
| -- | ------------------- | ------- |
| 1  | Bart Wellens        | inconnu |
| 2  | Sven Nys            |         |
| 3  | Ben Berden          |         |
| 4  | Erwin Vervecken     |         |
| 5  | Peter Van Santvliet |         |
| 6  | Sven Vanthourenhout |         |
| 7  | Maxime Lefebvre     |         |
| 8  | Arne Daelmans       |         |
| 9  | Thomas Frischknecht |         |
| 10 | Wilant van Gils     |         |

| #  | Coureur             | Temps   |
| -- | ------------------- | ------- |
| 1  | Sven Nys            | inconnu |
| 2  | Ben Berden          |         |
| 3  | Tom Vannoppen       |         |
| 4  | Peter Van Santvliet |         |
| 5  | Bart Wellens        |         |
| 6  | Erwin Vervecken     |         |
| 7  | Christian Heule     |         |
| 8  | Sven Vanthourenhout |         |
| 9  | Davy Commeyne       |         |
| 10 | Maxime Lefebvre     |         |

| Manche 7 Oostmalle \| # \| Coureur \| Temps \| \| -- \| ------------------- \| ------- \| \| 1 \| Richard Groenendaal \| inconnu \| \| 2 \| Mario De Clercq \| \| \| 3 \| Sven Vanthourenhout \| \| \| 4 \| Erwin Vervecken \| \| \| 5 \| Tom Vannoppen \| \| \| 6 \| Gerben de Knegt \| \| \| 7 \| Maxime Lefebvre \| \| \| 8 \| Ben Berden \| \| \| 9 \| Wim Jacobs \| \| \| 10 \| Sven Nys \| \| |                     |         |
| # | Coureur             | Temps   |
| 1 | Richard Groenendaal | inconnu |
| 2 | Mario De Clercq     |         |
| 3 | Sven Vanthourenhout |         |
| 4 | Erwin Vervecken     |         |
| 5 | Tom Vannoppen       |         |
| 6 | Gerben de Knegt     |         |
| 7 | Maxime Lefebvre     |         |
| 8 | Ben Berden          |         |
| 9 | Wim Jacobs          |         |
| 10 | Sven Nys            |         |